# 國立中世紀博物館
國立中世紀博物館（法語：Musée national du Moyen Âge）是法國首都巴黎的一座博物館。

## 历史
舊名克魯尼博物館（法語：Musée de Cluny）。中世紀博物館的建築在過去曾是一座個人官邸，始建於1334年。現在博物館內收藏有眾多中世紀時期的藏品，其中又尤以掛毯類藏品而聞名。

## 外部連結
- 官方網站（页面存档备份，存于）